# Stazione di Mammiano
Stazione di Mammiano vasútállomás Olaszországban, San Marcello Pistoiese településen.

## Vasútvonalak
Az állomást az alábbi vasútvonalak érintik:
- Alto Pistoiese-vasútvonal

## Kapcsolódó állomások
A vasútállomáshoz az alábbi állomások vannak a legközelebb:
- Stazione di San Marcello Pistoiese